# Mníšek (Stříbřec)
Mníšek (německy Mischek) je vesnice a část obce Stříbřec v okrese Jindřichův Hradec v Jihočeském kraji. Nachází se asi 2,5 kilometru východně od Stříbrce. Mníšek je také název katastrálního území o rozloze 5,18 km².

## Historie
První písemná zmínka o vesnici pochází z roku 1366.

## Obyvatelstvo
| Rok            | 1869 | 1880 | 1890 | 1900 | 1910 | 1921 | 1930 | 1950 | 1961 | 1970 | 1980 | 1991 | 2001 | 2011 | 2021 |
| -------------- | ---- | ---- | ---- | ---- | ---- | ---- | ---- | ---- | ---- | ---- | ---- | ---- | ---- | ---- | ---- |
| Počet obyvatel | 482  | 528  | 514  | 506  | 506  | 483  | 443  | 317  | 294  | 223  | 185  | 121  | 104  | 118  | 134  |
| Počet domů     | 56   | 62   | 64   | 65   | 68   | 85   | 94   | 102  | 87   | 77   | 68   | 99   | 101  | 103  | 106  |

## Obecní správa
Při sčítání lidu v letech 1850–1979 Mníšek byl samostatnou obcí, se kterým patřil nejprve do okresu Jindřichův Hradec, ale v roce 1950 v okrese Třeboň a od roku 1960 opět v okrese Jindřichův Hradec. Od 1. ledna 1980 je částí obce Stříbřec v okrese Jindřichův Hradec. V letech 1850–1920 k obci patřily Libořezy.

## Galerie

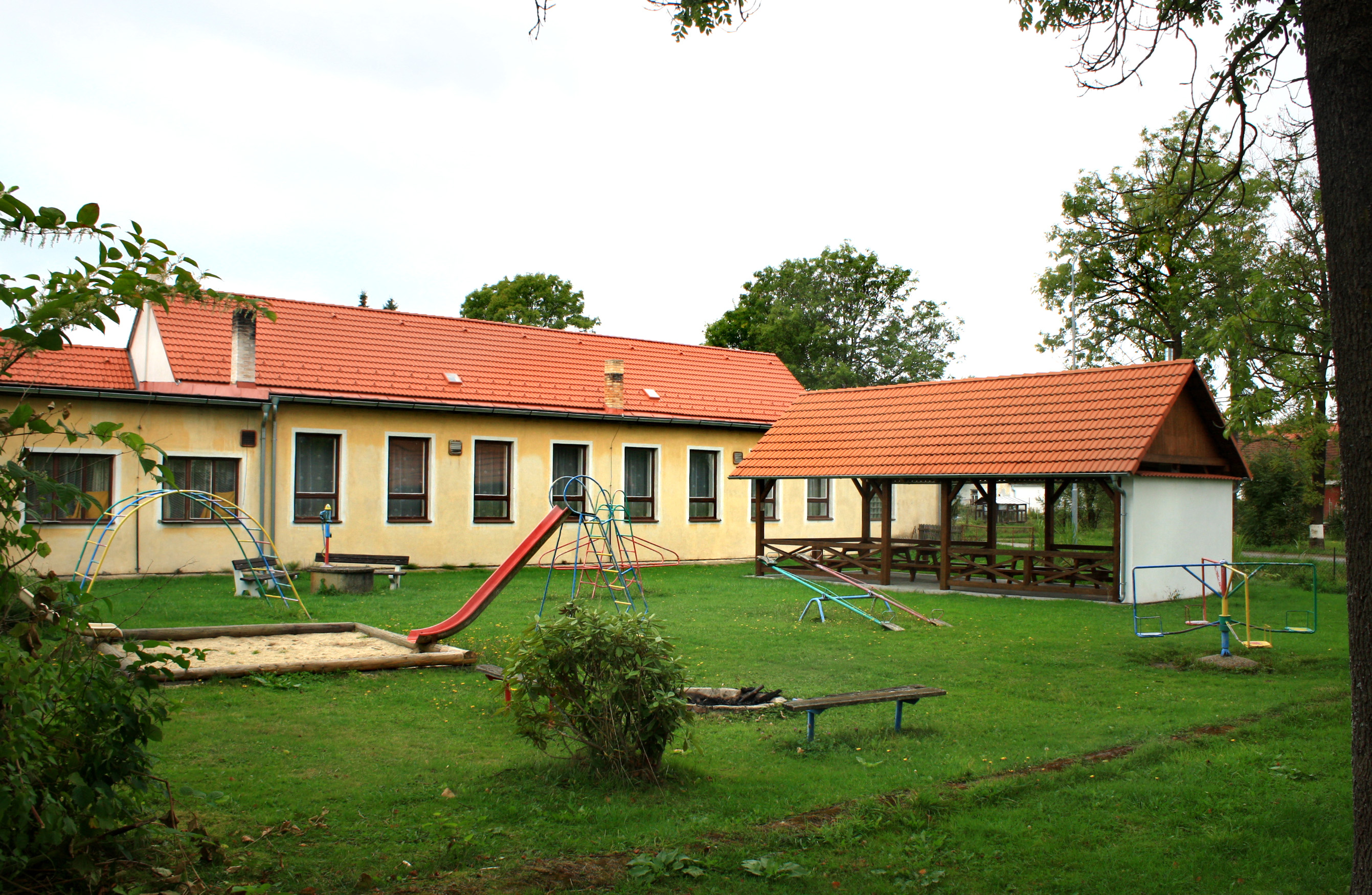
Restaurace a hřiště
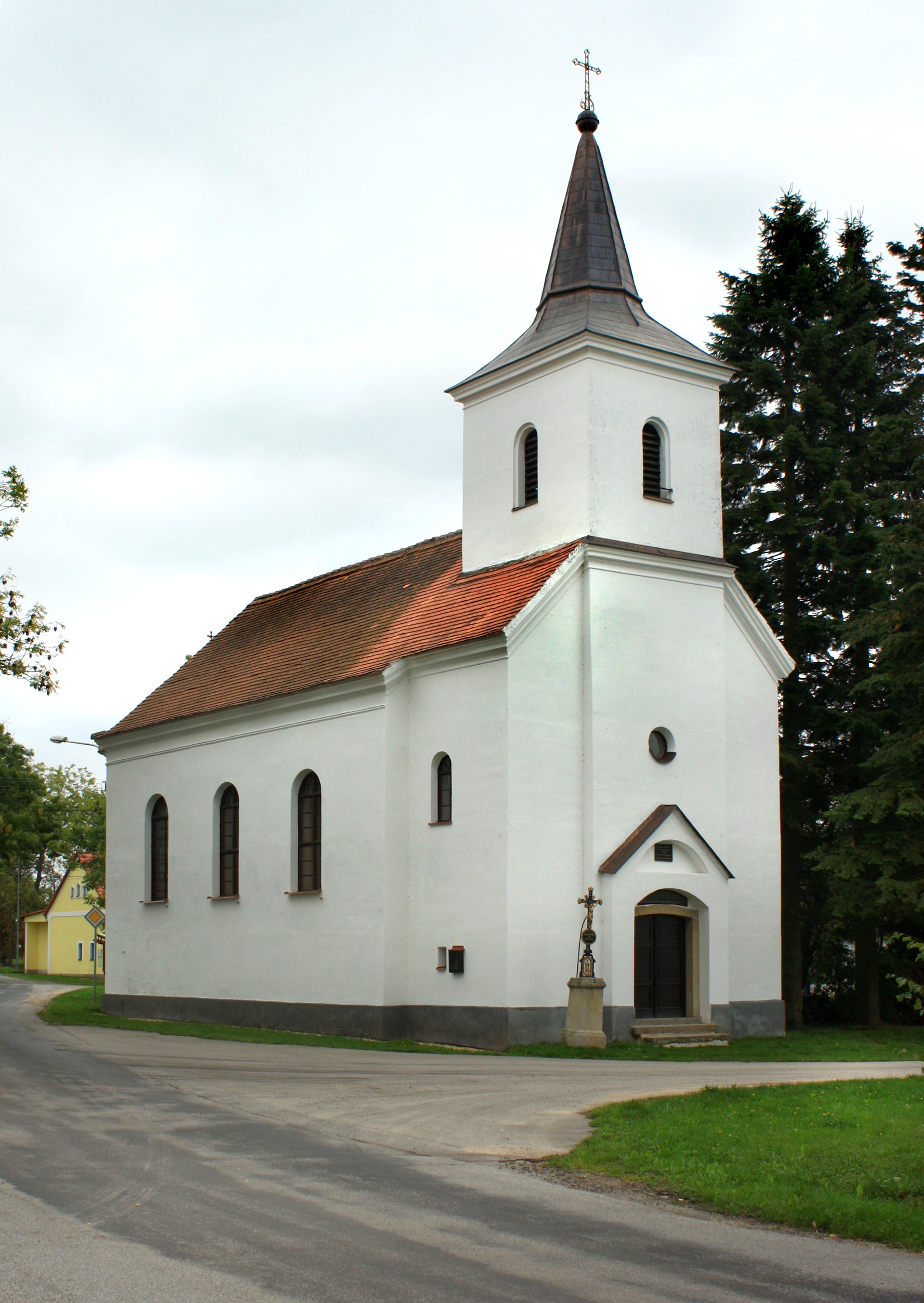
Kostel na návsi
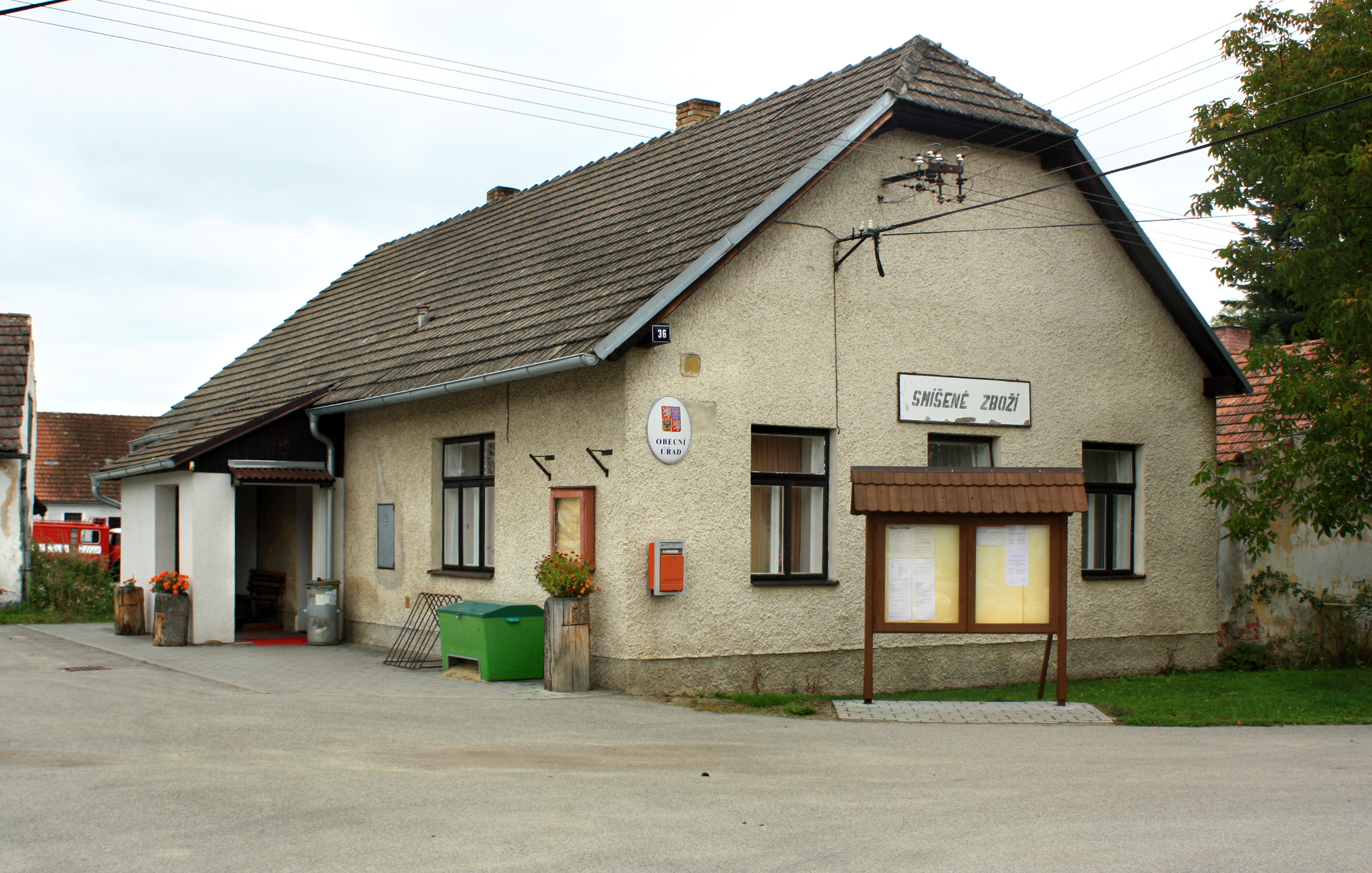
Detašované pracoviště obecního úřadu